# Aderus barbatus
Aderus barbatus é uma espécie de inseto besouro da família Aderidae. Foi descrita cientificamente por Rudolf F. Heberdey em 1936.

## Distribuição geográfica
Habita na Sumatra (Indonésia).